# Малинов, Кристиян
Кристиян Александров Малинов (болг. Кристиян Александров Малинов; род. 30 марта 1994, Петрич, Благоевградская область) — болгарский футболист, полузащитник клуба «Дебрецен». Выступал в национальной сборной Болгарии.

## Карьера

### «Литекс»
Воспитанник футбольный академии болгарского клуба «Беласица». В 2008 году футболист присоединился к клубу «Литекс», до этого проведя сезон в клубе «Пирин 2001». Футболист смог быстро закрепиться в молодёжной команде клуба и в ноябре 2011 года футболист впервые попал в заявку основной команды, однако на поле так и не вышел. В дальнейшем футболист продолжал выступать за молодёжную команду.

#### Аренда в «Добруджа»
В июле 2013 года футболист на правах арендного соглашения присоединился к болгарскому клубу «Добруджа». Дебютировал за клуб 3 августа 2013 года в матче против свиштовского клуба «Академик», выйдя на поле в стартовом составе. Первым результативным действием за клуб футболист отличился 28 сентября 2013 года в матче против клуба «Хасково», отдав голевую передачу. Дебютный гол за клуб забил 28 октября 2013 года в матче против клуба «Витоша». На протяжении всего сезона футболист был ключевым игроком клуба, отличившись 4 забитыми голами и 2 результативными передачами. По окончании срока арендного соглашения футболист покинул клуб.

#### Возвращение в «Литекс»
Летом 2014 года футболист готовился к новому сезону с основной командой клуба. В июле 2017 года футболист вместе с клубом отправился на квалификационные матчи Лиги Европы УЕФА, где первые матчи провёл на скамейке запасных. Дебютировал за клуб 20 июля 2014 года в матче против софийского ЦСКА, выйдя на поле в стартовом составе. Первый матч в еврокубковом турнире сыграл 24 июля 2014 года в рамках ответной встречи 2 квалификационного раунда против венгерского клуба «Диошдьёр». Первым результативным действием за клуб отличился 15 августа 2014 года в матче против клуба «Черно море», отдав голевую передачу. Дебютный гол за клуб забил 14 сентября 2014 года в матче против клуба «Хасково». На протяжении всего сезона футболист был одним из ключевых игроков клуба, вместе с котором закончил чемпионат на четвёртом итоговом месте, отличившись 2 забитыми голами и 4 результативными передачами. 
В начале июля 2015 года футболист вместе с клубом отправился на квалификации Лиги Европы УЕФА. Первый матч сыграл 2 июля 2015 года против латвийского клуба «Елгава». В ответном матче 9 июля 2015 года футболист вместе с клубом также сыграл в ничью с «Елгавой», однако по правилу выездного гола латвийский клуб вышел в следующий квалификационный раунд. Первый матч в чемпионате сыграл 18 июля 2015 года против клуба «Лудогорец», выйдя на поле в стартовом составе. Первым в сезоне результативным действием отличился 18 сентября 2015 года в матче против клуба «Черно море», отдав голевую передачу. Своим первым в сезоне забитым голом отличился 4 октября 2015 года в матче против клуба «Левски». В конце года футбольный клуб «Литекс» был исключен из чемпионата из-за демарша игроков, а сам футболист доигрывал сезон за вторую команду клуба.

### ЦСКА София
В июне 2016 года футболист присоединился к софийскому ЦСКА. Дебютировал за клуб 29 июля 2016 года в матче против софийской «Славии», выйдя на поле в стартовом составе. В сентябре 2016 года футболист также отправился выступать за вторую команду клуба. В своём первом же матче 26 сентября 2016 года против плевенского «Спартака» отличился результативной передачей. Дебютный гол футболист забил также за вторую команду болгарского клуба 7 ноября 2016 года в матче против врацкого «Ботева». По итогу сезона футболист стал серебряным призёром чемпионата. 
Новый сезон футболист с основной командой клуба с матча 15 июля 2017 года против софийской «Славии», выйдя на замену на 65 минуте. Дебютный гол за клуб забил 6 августа 2017 года в матче против пловдивского «Локомотива». На протяжении всего сезона футболист был одним из ключевых игроков клуба, вместе с которым снова стал серебряным призёром чемпионата. Сам же футболист за сезон отличился 2 забитыми голами и 3 результативными передачами.
В июле 2018 года футболист вместе с клубом отправились на квалификационные матчи Лиги Европы УЕФА. Первый матч в еврокубковом турнире сыграл 12 июля 2018 года в рамках первого квалификационного раунда против латвийского клуба «Рига». В чемпионате первый матч сыграл 22 июля 2018 года против пловдивского «Локомотива», выйдя на поле в стартовом составе. В третьем квалификационном раунде Лиги Европы УЕФА футболист вместе с клубом по сумме матчей уступили датскому «Копенгагену». Первым результативным действием в сезоне футболист отличился 26 августа 2018 года в матче против клуба «Верея», отдав голевую передачу. Первым забитым голом в сезоне футболист отличился 13 апреля 2019 года в матче против клуба «Берое». По итогу сезона футболист в очередной раз стал серебряным призёром чемпионата.
Следующий сезон футболист начал с квалификационных матчей Лиги Европы УЕФА. Первый матч сыграл 9 июля 2019 года против черногорского клуба «Титоград», также отличившись забитым голом. Первый матч в чемпионате сыграл 20 июля 2019 года против клуба «Черно море». Во втором квалификационном раунде победив хорватский «Осиек», футболист вместе с клубом уступили в рамках третьего квалификационного раунда украинской «Заре». За период квалификационных матчей футболист также дважды отличился результативными передачами. Первым забитым голом в чемпионате отличился 5 октября 2019 года в матче против клуба «Витоша». Футболист стал серебряным призёром Кубка Болгарии, где в финале 1 июля 2020 года уступил пловдивскому «Локомотиву». Закончил чемпионат футболист также с серебряными медалями.

### «Ауд-Хеверле Лёвен»
Летом 2020 года футболист начинал сезон в составе софийского ЦСКА, однако в августе 2020 года футболист перешёл в бельгийский клуб «Ауд-Хеверле Лёвен». Дебютировал за клуб 22 августа 2020 года в матче против клуба «Шарлеруа», выйдя на поле в стартовом составе. Первым результативным действием за клуб отличился 23 ноября 2020 года в матче против клуба «Сент-Трюйден», отдав голевую передачу. Дебютный гол за клуб забил 26 декабря 2020 года в матче против клуба «Остенде». На протяжении сезона футболист был одним из ключевых игроков клуба, отличившись за сезон 2 забитыми голами и результативной передачей. 
Новый сезон футболист начал 24 июля 2021 года в матче против клуба «Зюлте-Варегем», выйдя на поле в стартовом составе. Затем футболист продолжил выступать в клубе как один из основных игроков клуба. В январе 2023 года футболист продлил контракт с клубом до 2025 года. Всего за клуб футболист успел отличился 2 забитыми голами и 2 результативными передачами. В июле 2023 года покинул бельгийский клуб на правах свободного агента.

### «Кортрейк»
В августе 2023 года футболист присоединился к клубу «Кортрейк», с которым подписал двухлетний контракт. Дебютировал за клуб футболист 20 августа 2023 года в матче против клуба «Эйпен», выйдя на замену на 59 минуте.

## Международная карьера
В сентябре 2010 года футболист получил вызов в юношескую сборную Болгарии до 17 лет, вместе с которой отправился на квалификационные матчи юношеского чемпионата Европы. Дебютировал за сборную 27 сентября 2010 года в матче против сборной Греции.
В сентябре 2014 года футболист вместе с молодёжной сборной Болгарии отправился на квалификационные матчи молодёжного чемпионата Европы. Дебютировал за сборную 3 сентября 2014 года в матче против сборной Эстонии. Дебютный гол за сборную забил 9 октября 2015 года в матче против сборной Армении. 
В феврале 2015 года футболист получил вызов в национальную сборную Болгарии. Дебютировал за сборную 7 февраля 2015 года в товарищеском матче против сборной Румынии. Первым результативным действием за сборную отличился 26 марта 2022 года в товарищеском матче против сборной Катара, отдав голевую передачу.